# Pura Utara
Pura Utara is een bestuurslaag in het regentschap Alor van de provincie Oost-Nusa Tenggara, Indonesië. Pura Utara telt 796 inwoners (volkstelling 2010).